# Capetown Challenger 1989
Il Capetown Challenger 1989 è stato un torneo di tennis facente parte della categoria ATP Challenger Series nell'ambito dell'ATP Challenger Series 1989. Il torneo si è giocato a Città del Capo in Sudafrica dal 24 al 30 aprile 1989 su campi in cemento.

## Vincitori

### Singolare
Christo van Rensburg ha battuto in finale  Pieter Aldrich con il punteggio di 6–3, 6–1

### Doppio
Paul Annacone /  Mike De Palmer hanno battuto in finale  Neil Broad /  Stefan Kruger con il punteggio di 6–4, 6–7, 6–2